# Mahottari
Mahottari – gaun wikas samiti w środkowej części Nepalu w strefie Dźanakpur w dystrykcie Mahottari. Według nepalskiego spisu powszechnego z 2001 roku liczył on 1611 gospodarstw domowych i 9815 mieszkańców (4630 kobiet i 5185 mężczyzn).